# 대극속

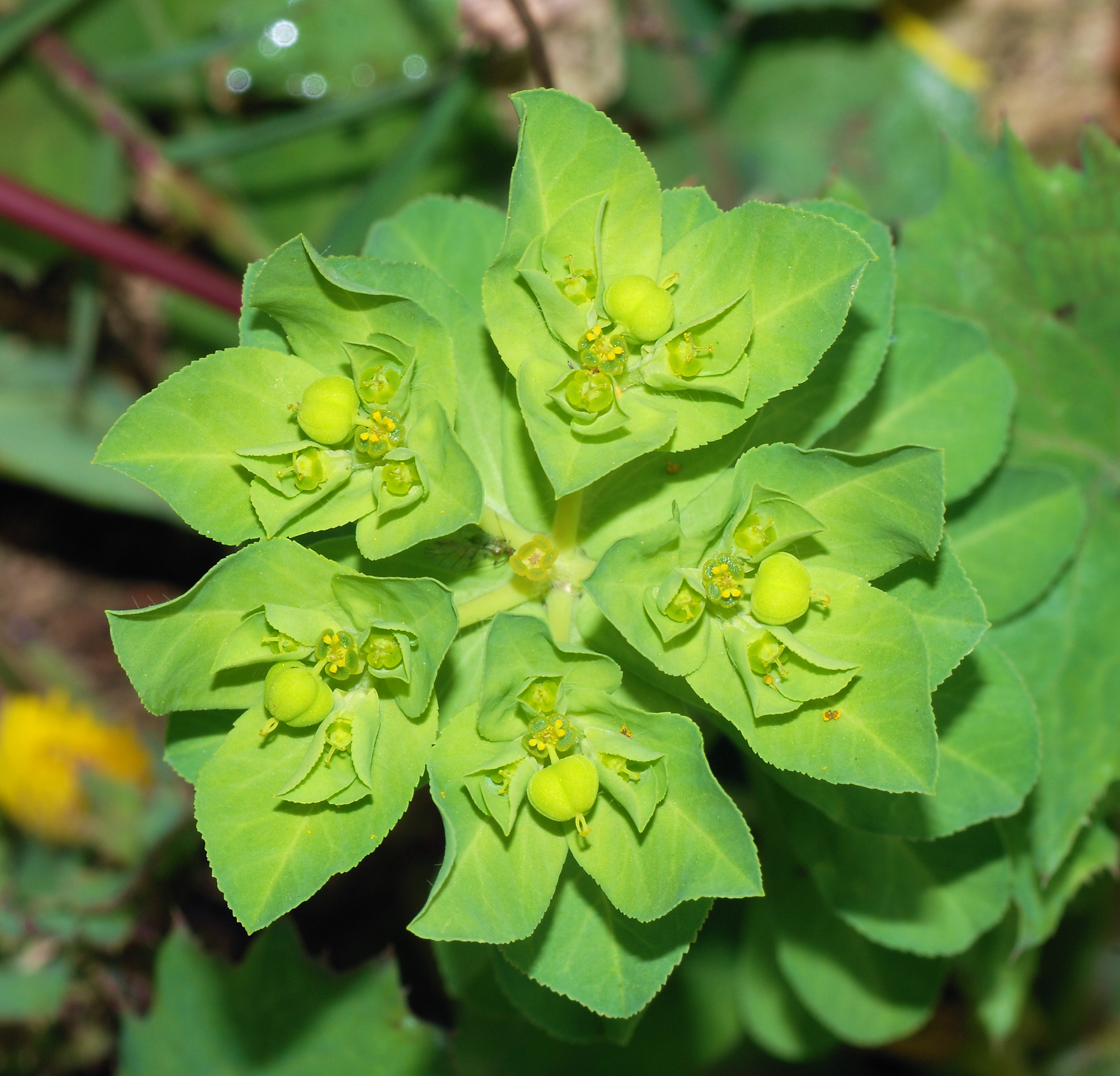
Euphorbia serrata

대극속, 등대풀속(Euphorbia, 유포비아, 유호르비아)은 대극과에 속하는 속씨식물의 매우 크고 다양한 속으로 2000여종에 달한다. 일부 대극속 식물들은 상업적으로 판매되며 예를 들면 크리스마스 시기의 포인세티아를 들 수 있다. 일부는 장식용으로 경작되거나 고유한 꽃 구조의 미적 모습에 대한 높은 가치로 인해 수집된다. (예: 꽃기린)
대극속의 식물은 다양한 기후대에서 적응하여 다양한 모양으로 자라며, 특히 800여종의 다육 대극속 식물은 선인장과 유사한 모습을 하고 있는 것으로 유명하다.

## 종
선별된 종의 예는 다음과 같다.
- 등대풀
- 설악초
- 꽃기린
- 대극